# Linda Morais
Pour les articles homonymes, voir Morais.
Linda Morais, née le 31 juillet 1993, est une lutteuse canadienne.

## Carrière
Linda Morais remporte la médaille d'argent dans la catégorie des moins de 63 kg aux Jeux de la Francophonie de 2013 à Nice.
Elle est médaillée de bronze dans la catégorie des moins de 68 kg aux Championnats du monde de lutte 2016 à Budapest puis médaillée d'argent dans la catégorie des moins de 63 kg aux Jeux de la Francophonie de 2017 à Abidjan.
Elle est sacrée championne du monde dans la catégorie des moins de 59 kg aux Championnats du monde de lutte 2019 à Noursoultan. Elle remporte la médaille d'argent dans la catégorie des moins de 59 kg aux Championnats panaméricains de lutte 2021 à Guatemala.
En 2022, elle est médaillée d'argent dans la catégorie des moins de 68 kg aux Jeux du Commonwealth de 2022 à Birmingham puis médaillée de bronze dans la même catégorie aux Championnats du monde de lutte 2022 à Belgrade.